# Gare de Bocognano
Gare de Bocognano vasútállomás Franciaországban, Bocognano településen.

## Vasútvonalak
Az állomást az alábbi vasútvonalak érintik:
- Bastia-Ajaccio-vasútvonal

## Kapcsolódó állomások
A vasútállomáshoz az alábbi állomások vannak a legközelebb:
- Gare de Vizzavona
- Gare de Tavera